# Berthwin Philibert Gelb
Berthwin Philibert Gelb FSC (* 13. Oktober 1913 als Hermann Joseph Gelb in Hockenheim, Bezirksamt Schwetzingen; † 12. Februar 1945 in Manila, Philippinen) war ein deutscher Schulbruder und Märtyrer. 

## Leben
Hermann Joseph Gelb trat im Januar 1932 im Alter von 18 Jahren in das Juvenat der Schulbrüder im 1920 gegründeten Kloster Maria Tann in Unterkirnach ein. Nach dem Noviziat in Bad Honnef (unter dem Ordensnamen Berthwin Philibert) lernte er im Scholastikat in Unterkirnach den Lehrerberuf und ging nach Ceylon. Er unterrichtete an einer Ordensschule in 
Malaya. Mit dem Ausbruch des Zweiten Weltkriegs wechselte er an das Kolleg der Schulbrüder in das anfänglich neutrale Manila auf den Philippinen, wo er sich als Volksschulleiter sowie als Organist auszeichnete. Dort fiel er kurz vor Kriegsende mit 40 anderen einem Massaker durch die japanische Besatzungsmacht zum Opfer.

## Gedenken
Die Römisch-katholische Kirche in Deutschland hat Bruder Berthwin Philibert Gelb als Märtyrer in das deutsche Martyrologium des 20. Jahrhunderts aufgenommen.